# Pop Rocks

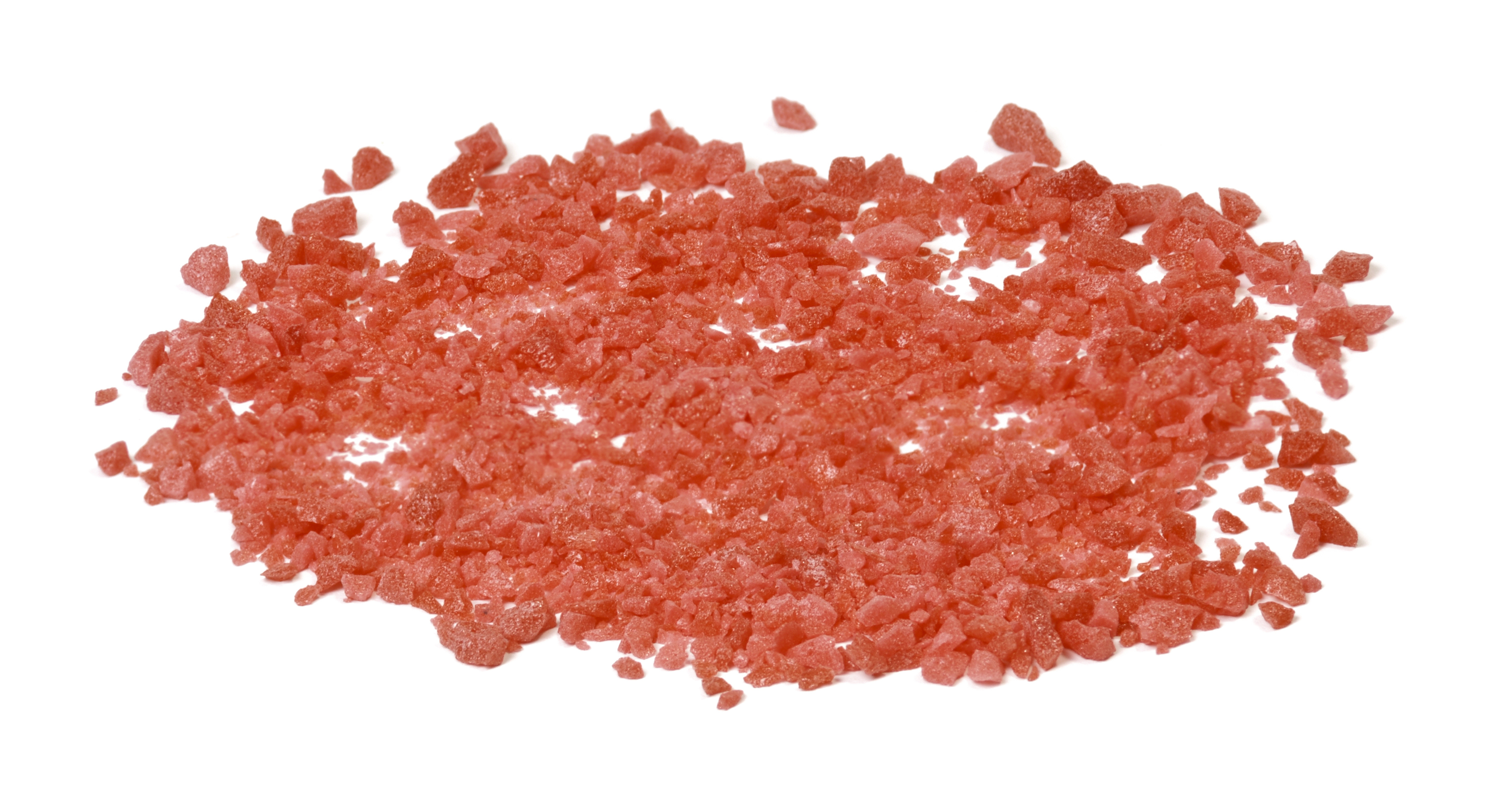
Pop Rocks

Pop Rocks — взрывная карамель, шипучка, патентованное наименование конфет, выделяющих газ во рту. Среди составных частей сахар, лактоза (молочный сахар), кукурузный сироп и вкусовые добавки. При растворении во рту происходит бурная реакция с выделением газа.
В 1956 году конфеты были запатентованы компанией General Foods после исследований химика Уильяма А. Митчелла . Конфеты были впервые представлены публике в 1975 году. В 1983 году General Foods изъяла этот продукт из-за отсутствия успеха на рынке и из-за сравнительно короткого срока годности. Дистрибуция изначально контролировалась, чтобы гарантировать свежесть продукта, но с ростом популярности несанкционированное распространение привело к устареванию продукта перед поступлении к потребителям. После этого Kraft Foods лицензировала бренд Zeta Espacial S.A., который продолжал выпускать лицензированные конфеты. В итоге этот бренд стал владельцем торговой марки Pop Rocks и единственным производителем. Конфеты распространяются в США компанией Pop Rocks Inc. (Атланта, Джорджия) и Zeta Espacial S.A. (Барселона, Испания) в остальном мире. Zeta Espacial S.A. также продаёт лопающиеся конфеты на международном рынке под другими брендами, включая Peta Zetas, Fizz Wiz и Magic Gum.

## Городская легенда
Конфеты Pop Rocks благодаря своим «взрывным» свойствам стали предметом городских легенд; мифы, связанные с употреблением этих конфет, неоднократно рассматривались в передаче «Разрушители легенд».